# Georama

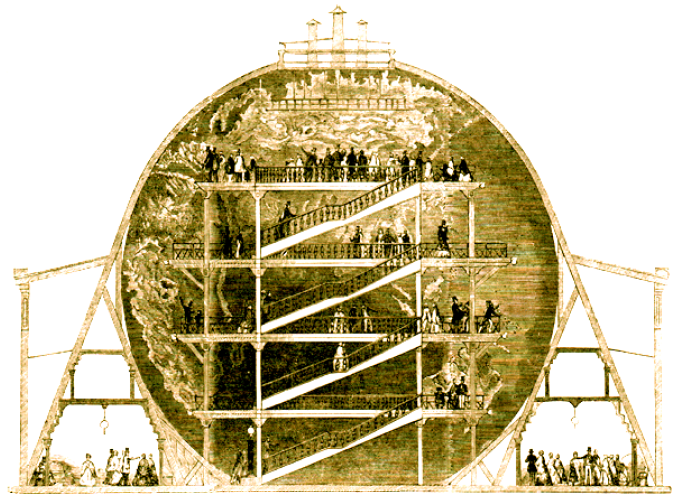
Georama Great Glob Jamesa Wylda z 1851

Georama (słowo pochodzące z języka greckiego) – rodzaj panoramy ukazującej obraz Ziemi.
Georama może być także ogromnym, pustym w środku globusem, na którym odwzorowano kontynenty, oceany, góry i rzeki itp. w taki sposób, że człowiek może oglądać całość, znajdując się w jej środku.
W latach 1851–1862 angielski geograf i kartograf James Wyld wystawił w Londynie georamę Great Globe, zbudowaną w skali 1 cal = 2 mile (ok. 2,2–3 cm na ok. 7,5 kilometra). Zwiedzający mogli podziwiać wierne odzwierciedlenie Ziemi na wewnętrznym sklepieniu konstrukcji z czterech podestów widokowych.